# Drain
Drain (na americkém kontinentě uváděna pod názvem Drain STH [Drain Stockholm] kvůli případné nežádoucí záměně se stejnojmennými americkými kapelami; česky název znamená stoka, odpad) byla švédská dívčí kapela hrající alternativní metal/grunge připomínající Alice in Chains. Byla založená roku 1993 ve švédském Stockholmu, zakládajícími členkami byly Maria Sjöholm (vokály), Anna Kjellberg (baskytara), Flavia Canel (kytara) a Martina Axen (bicí, doprovodné vokály). Dříve hrála každá z dívek v některé hard-rockové nebo punkové kapele. Skupina v počátečních letech intenzivně zkoušela (6–7 dní v týdnu) a posílala demonahrávky nahrávacím společnostem.
V roce 1995 kapele vyšlo díky švédské firmě MVG Records první EP Serve The Shame. První LP Horror Wrestling vyšlo v roce 1996.
Drain jezdily po koncertech s kapelami Type O Negative, Corrosion of Conformity, Machine Head, Megadeth, Godsmack, Fear Factory, Black Sabbath a dalšími. V roce 2000 se kapela rozpadla.

## Sestava
- Maria Sjöholm – vokály
- Anna Kjellberg – baskytara
- Flavia Canel – kytara
- Martina Axen – bicí, doprovodné vokály

## Diskografie

### Studiová alba
- Horror Wrestling (1996)
- Freaks of Nature (1999)

### EP
- Serve The Shame (1995)

### Singly
- I Don't Mind (1996)
- Crack the Liars Smile (1996)